# Green Park
Green Park (officiellement The Green Park) est l'un des parcs du centre de Londres, en Angleterre, ainsi que l'un des huit parcs royaux de la capitale. Il s'étend sur une surface d'environ 21,4 hectares (52,9 acre)[réf. souhaitée], et était à l'origine un terrain marécageux servant à enterrer les lépreux de l'hôpital Saint James's tout près. Il fut clôturé pour la première fois au cours du XVIe siècle par Henri VIII. En 1668, Charles II en fit un parc royal, en aménageant les principales promenades du parc. 

## Description
Il se situe entre Hyde Park et St James's Park, formant avec Kensington Gardens et les jardins du palais de Buckingham une continuité presque ininterrompue d'espaces ouverts s'étendant de Whitehall et de la gare Victoria à Kensington et Notting Hill. Contrairement aux parcs voisins, Green Park ne contient ni lac, ni statue, ni fontaine (excepté le Canada Memorial de Pierre Granche), mais est constitué entièrement d'espaces boisés.

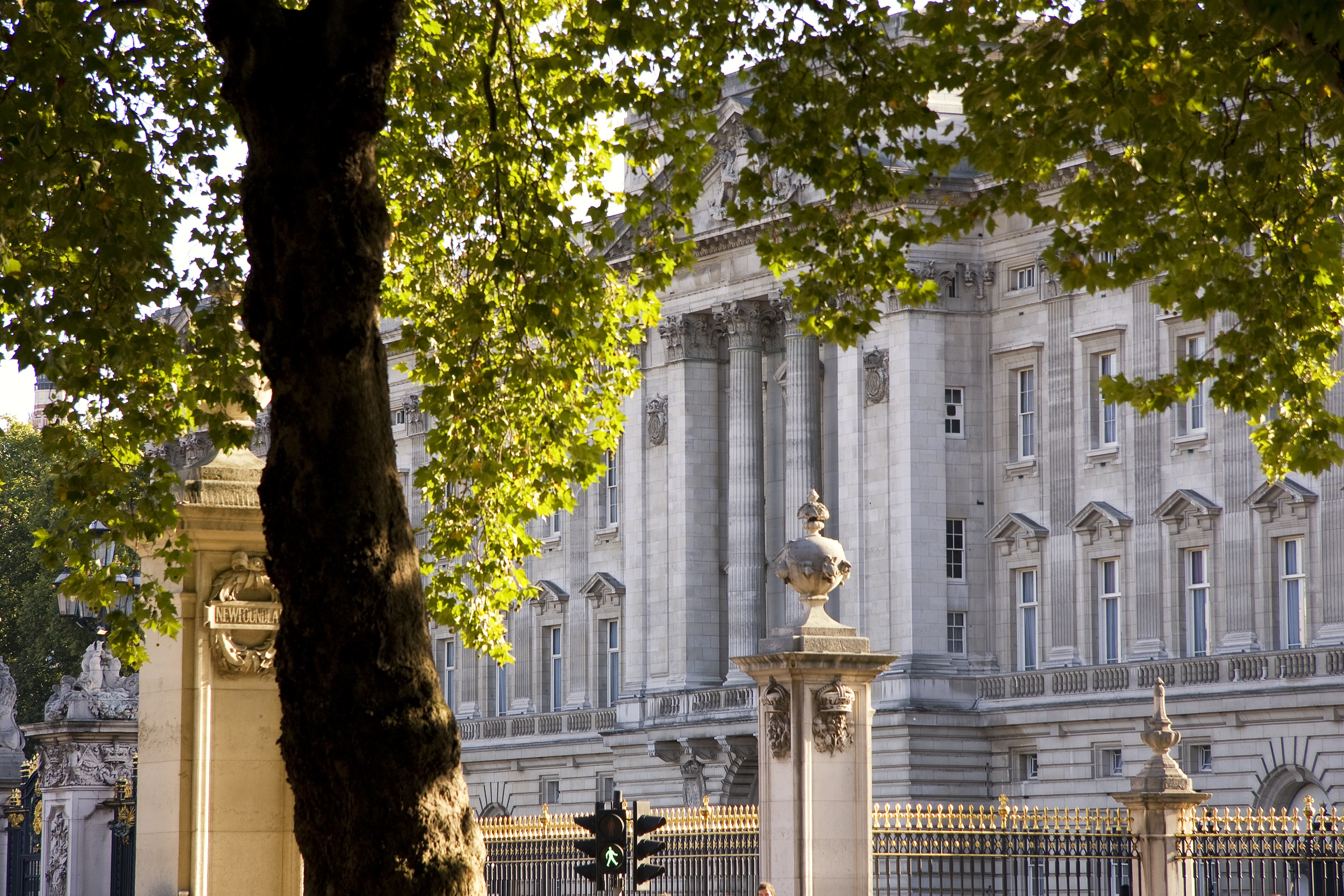
Le palais de Buckingham vu depuis Green Park.

Le parc de forme triangulaire se trouve en plein cœur de Westminster. Il rencontre St. James's Park au niveau de Queen's Gardens avec le Victoria Memorial en son centre, à l'opposé de l'entrée du palais de Buckingham dont il est séparé ainsi que du jardin attenant par Constitution Hill au sud. Au sud du parc se trouve l'avenue cérémonielle du Mall ainsi que les constructions du palais Saint James et Clarence House qui donnent sur le parc s'étendant à l'Est. À l'extrémité ouest de cette rue se trouve Hyde Park Corner, qui assure la jonction avec Hyde Park. Ensuite, la partie nord-ouest est délimitée par Piccadilly, artère où l’on trouve notamment l'ambassade du Japon. 
Enfin, la troisième rue bordant le parc est la rue piétonnière de Queen's Walk et ses élégants immeubles. En particulier, à l'intersection de Piccadilly Street et de Queen's walk se trouve le célèbre hôtel Ritz. 
Ce site est desservi par les stations de métro Green Park et Hyde Park Corner.
Le peintre Claude Monet en a fait un tableau vers 1870 ou 1871, Green Park, Londres.

## Galerie

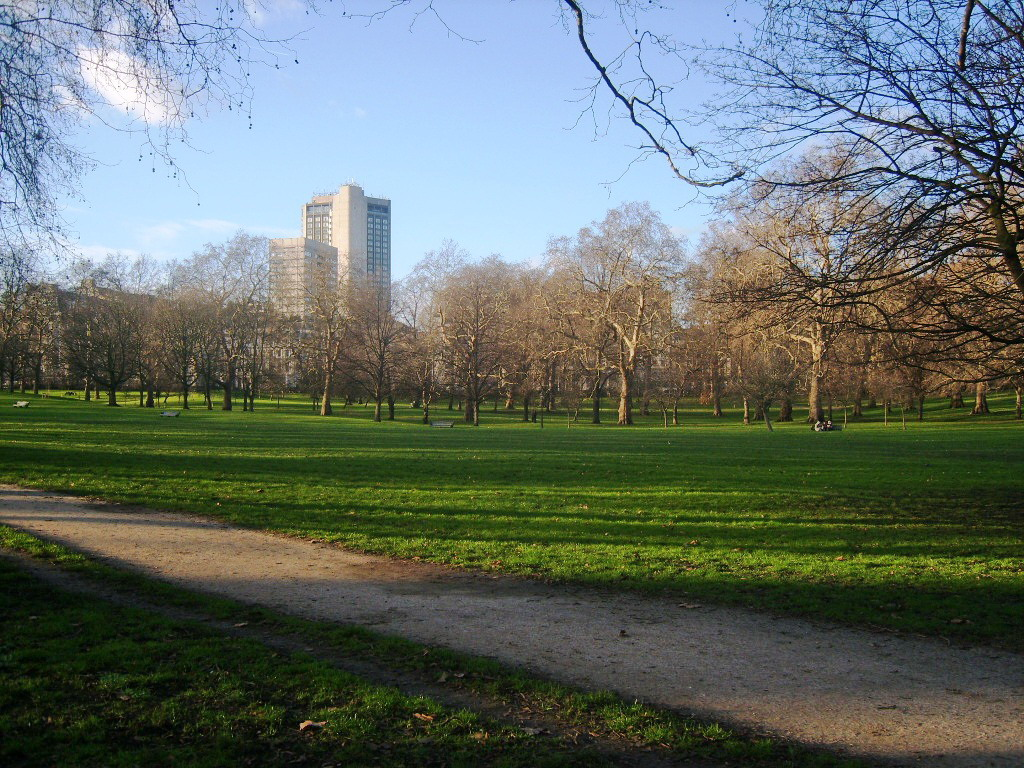
Pelouses.
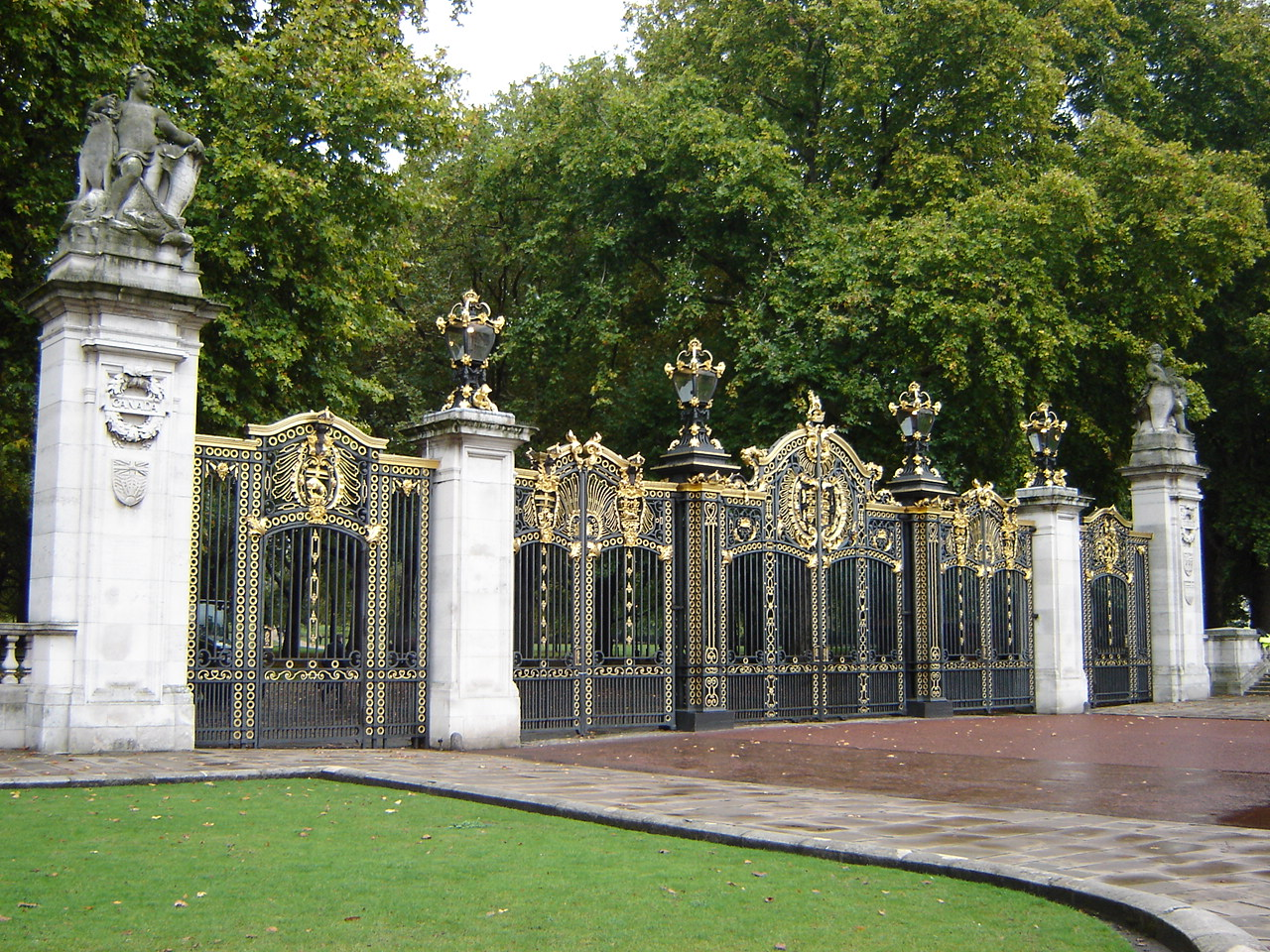
Canada Gate.
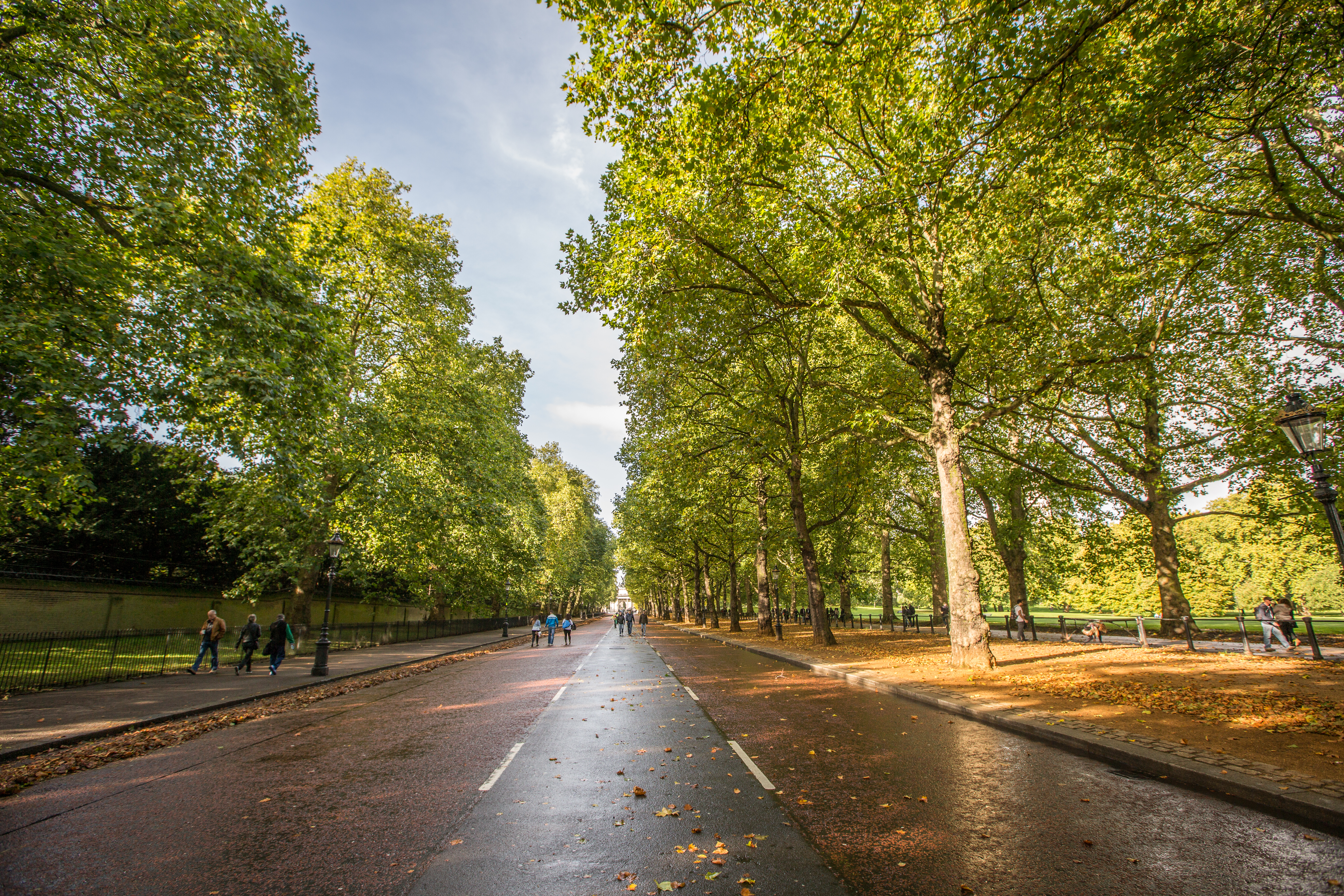
Constitution Hill.
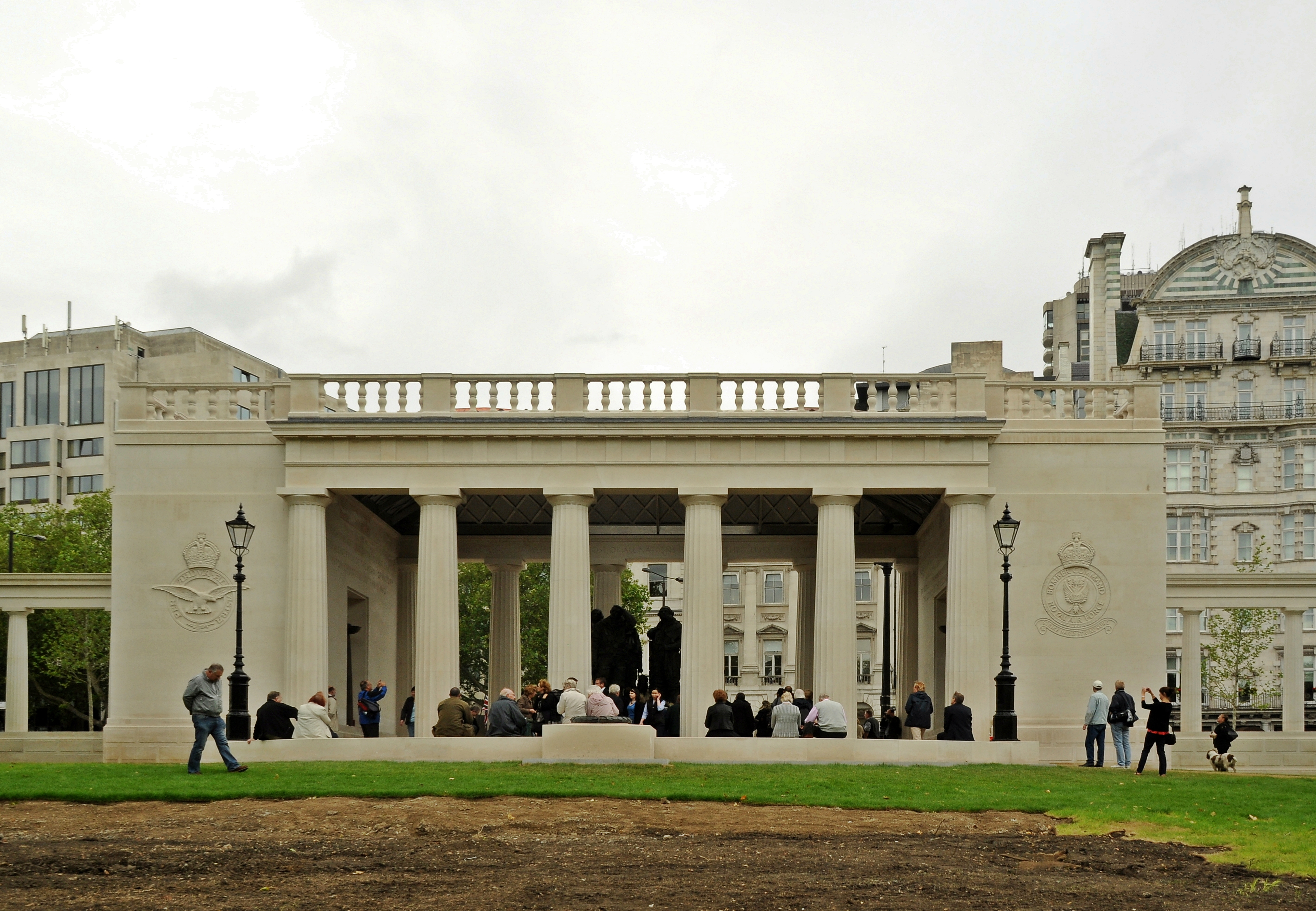
Royal Air Force Memorial.
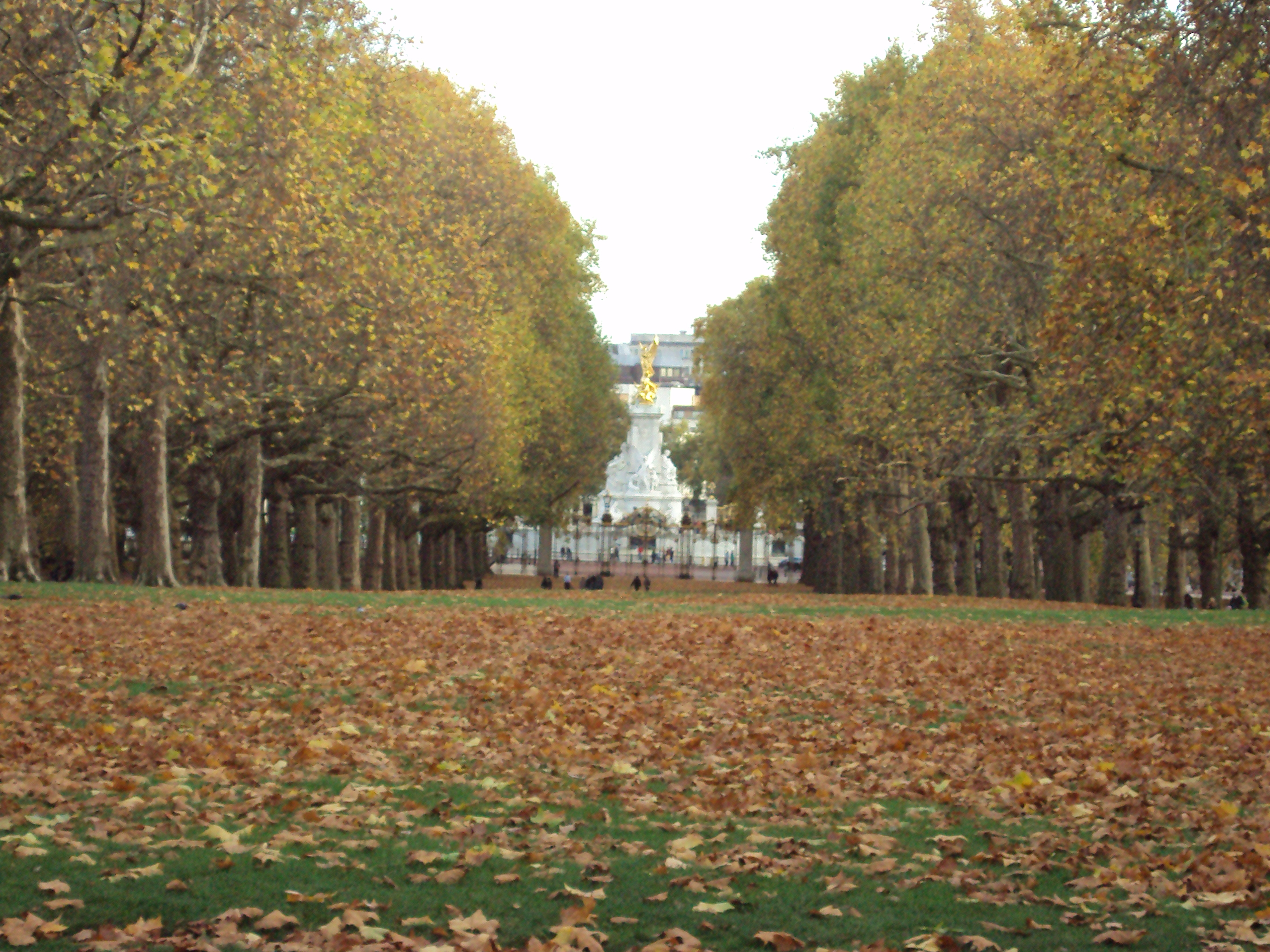
Vue sur Buckingham.
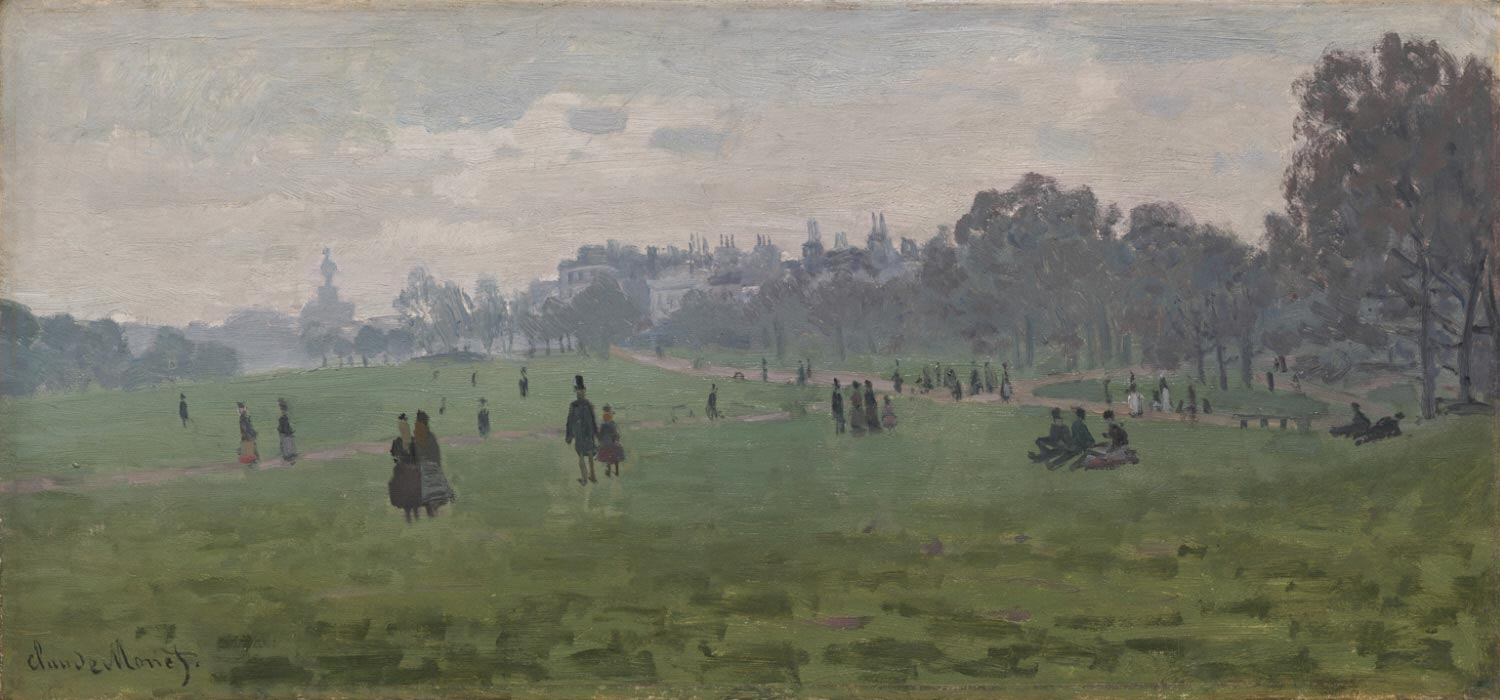
Green Park, Monet, 1870 ou 1871, au Museum of Art, Philadelphie